# L'Oiseleur, l'Autour et l'Alouette
Pour les articles homonymes, voir Oiseleur (homonymie).
L'Oiseleur, l'Autour et l'Alouette est la quinzième fable du livre VI de Jean de La Fontaine situé dans le premier recueil des Fables de La Fontaine, édité pour la première fois en 1668.
Les injustices des pervers 

            Servent souvent d'excuse aux nôtres.

            Telle est la loi de l'univers ;

Si tu veux qu'on t'épargne, épargne aussi les autres . 

Un Manant au miroir prenait des Oisillons.

Le fantôme brillant  attire une Alouette.

Aussitôt un Autour planant sur les sillons

            Descend des airs, fond et se jette

Sur celle qui chantait, quoique près du tombeau.

Elle avait évité la perfide machine,

Lorsque se rencontrant sous la main  de l'Oiseau

            Elle sent son ongle maline. 

Pendant qu'à la plumer l'Autour est occupé,

Lui-même sous les rets demeure enveloppé.

Oiseleur laisse-moi, dit-il en son langage ;

            Je ne t'ai jamais fait de mal.

L'oiseleur repartit : Ce petit animal

            T'en avait-il fait davantage ?
— Jean de La Fontaine, Fables de La Fontaine, L'Oiseleur, l'Autour et l'Alouette